# Carwalking

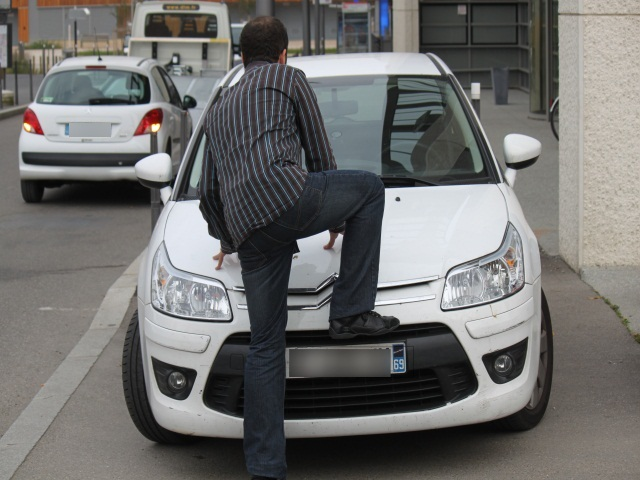
Carwalking

Carwalking, traduzido como andar sobre carros é uma ação de protesto que consiste em caminhar por cima de automóveis, por norma ilegalmente estacionados em zonas estritamente pedonais. Esta ação de protesto é entendida por todos os códigos penais como dano da propriedade privada, sendo assim ilegal. Quem o faz, usa-o por norma como forma de protesto radical contra as elevadas taxas de motorização em zonas urbanas, onde uma das principais consequências é o estacionamento ilegal nos passeios, nas calçadas e em áreas exclusivamente destinadas aos pedestres. Um carwalker que ficou famoso foi Michael Hartmann que na década de oitenta, usou bastante esta ação de protesto na cidade alemã de Munique.